# Акакий
Свети Акакий е свещеник през 4 век в Севастия, Армения, по време на гонението при Диоклециан. Той е арестуван и екзекутиран при управителя Максим, заедно със седем жени и Хиренарх, който бил толкова впечатлен от тяхната отдаденост на вярата, че станал християнин и споделил същата участ.
|  | Тази страница частично или изцяло представлява превод на страницата Saint Acacius в Уикипедия на английски. Оригиналният текст, както и този превод, са защитени от Лиценза „Криейтив Комънс – Признание – Споделяне на споделеното“, а за съдържание, създадено преди юни 2009 година – от Лиценза за свободна документация на ГНУ. Прегледайте историята на редакциите на оригиналната страница, както и на преводната страница, за да видите списъка на съавторите. ВАЖНО: Този шаблон се отнася единствено до авторските права върху съдържанието на статията. Добавянето му не отменя изискването да се посочват конкретни източници на твърденията, които да бъдат благонадеждни. |